# 近鉄不動産
近鉄不動産株式会社（きんてつふどうさん、英名：KINTETSU REAL ESTATE Co., Ltd.）は、大阪府大阪市天王寺区に本社を置く日本の不動産会社。
近鉄グループホールディングス傘下で、近鉄グループの不動産事業における中核会社。
近畿地方資本の不動産会社として首位、鉄道事業者系列での不動産会社としては東急不動産に次ぐ規模を持つ。

## 概要
1968年4月1日、大手私鉄の近畿日本鉄道（近鉄）の不動産部門を分社化して設立。
その後、住宅販売部門の「近鉄不動産販売」（2002年現在の近鉄不動産に名称変更）、住宅建築の「近鉄不動産住宅」（2009年近鉄不動産に吸収合併）、ビル管理の「近鉄ビルサービス（旧・近畿ビルサービス）」、マンション管理の「近鉄住宅管理」、ゴルフ場運営の「近鉄ゴルフアンドリゾート」、土木工事の「近鉄造園土木」といった関連会社が設立された。また、金沢市にあった住宅メーカーを傘下に収め、「近鉄ホーム連合建設株式会社」として経営していたが、既に解散している。この他、プライムリゾート賢島（三重県志摩市）や神戸北野ホテル（神戸市中央区）、湯田温泉ホテル松政（山口県山口市）といったホテル・旅館の経営も行っていたが、それぞれ事業譲渡を行っている。
2015年4月、近鉄グループの持株会社化（近鉄グループホールディングスの発足）に伴い、近鉄の不動産事業を分社型吸収分割により承継。それに伴い、近鉄グループの象徴であるあべのハルカス（ビルとして高さ日本一）を始めとするオフィスビル、商業施設、高架下の運営・管理も行うようになった。

## 事業内容
総合デベロッパーとして、近畿圏を中心にオフィスビルの賃貸や商業施設の運営、新築マンション・戸建の分譲事業、不動産仲介事業、リフォーム事業、駐車場事業、高架下事業、メガソーラー発電事業、農業事業、ゴルフ場の経営などを幅広く展開。マンションの販売戸数では近畿圏で首位を争う（2002年（平成14年）・2003年（平成15年）・2004年（平成16年）・2007年（平成19年）・2008年（平成20年）実績1位）。また、首都圏では首都圏事業本部、中京圏では名古屋事業本部を設置し、オフィスビル・商業施設の賃貸やマンション・戸建の分譲、不動産仲介を行っている。
近鉄グループでは4ヵ年の中期経営計画の柱として「首都圏での不動産事業の強化」を重要テーマと位置づけており、同エリアにおける賃貸用優良資産の取得を進めている。東京都中央区に所在するオフィスビル「京橋スクエア」の取得を皮切りに、2018年までの4年間で首都圏の不動産事業拡大に600億円を投資すると発表した。また、保有資産の建替・再開発事業も進めており、福岡市博多区に所在する「博多都ホテル」を「都ホテル 博多」・オフィス・商業施設からなる複合ビル「近鉄博多ビル」へ建て替える構想も発表している。

## 沿革
- 1916年（大正5年） - 東大阪土地建物株式会社を創立し、住宅地造成・住宅建築業務を開始（大阪電気軌道、現・近畿日本鉄道）。
- 1950年（昭和25年） - 「学園前住宅地」分譲開始（近畿日本鉄道）。
- 1954年（昭和29年） - 住宅金融公庫法に基づく建売住宅業務開始（近畿日本鉄道）。
- 1960年（昭和35年） - 「登美ヶ丘住宅地」分譲開始（近畿日本鉄道）。
- 1964年（昭和39年） - 「伊賀ゴルフコース」オープン。
- 1968年（昭和43年） - 近鉄不動産株式会社を創業。近鉄より土地建物経営事業を承継。
- 1969年（昭和44年） - 「賢島カンツリークラブ」オープン。
- 1970年（昭和45年） - 「近鉄八戸ノ里グランドマンション」分譲開始。
- 1972年（昭和47年） - 東京支店及び名古屋支店設置。
- 1978年（昭和53年） - 「東生駒ローレルコート」分譲開始（「ローレル」ブランド第1号）、「桔梗が丘ゴルフコース」オープン。
- 1980年（昭和55年） - 「近鉄難波ビル」竣工。
- 1983年（昭和58年） - 近鉄不動産販売株式会社を設立。「近鉄堂島ビル」竣工。商業施設「パラディI」オープン。
- 1987年（昭和62年） - 「四季が丘住宅地（広島）」分譲開始。浜島カンツリークラブ」オープン。
- 1989年（平成元年） - 「御堂筋グランドビル」竣工。
- 1992年（平成4年） - 近鉄不動産住宅株式会社を設立。会員制リゾートホテル「プライムリゾート賢島」オープン。
- 1994年（平成6年） - 「大分高江ニュータウン」分譲開始。
- 1996年（平成8年） - 近鉄住宅管理株式会社を設立。「花吉野カンツリー倶楽部」オープン。
- 2000年（平成12年） - 「神戸北野ホテル」の経営を承継。
- 2001年（平成13年） - 「近鉄新難波ビル」竣工。
- 2002年（平成14年） - 近鉄不動産株式会社（新法人）が発足。分譲マンション事業、不動産仲介事業、不動産鑑定評価、ゴルフ場・ホテル経営を主な事業とする。
- 2005年（平成17年） - 近鉄のリフォーム「NEWing（ニューイング）」始動。「近鉄あやめ池住宅地」分譲開始。
- 2006年（平成18年） - 近鉄賢島カンツリークラブにて「ミズノクラシック伊勢志摩」開催。
- 2009年（平成21年） - 近鉄不動産住宅を吸収合併。
- 2010年（平成22年） - 都市型コンパクトマンションブランド「ローレルアイ」始動。新歌舞伎座ビル（上本町YUFURA）竣工（近畿日本鉄道）。
- 2011年（平成23年） - 「尼崎D.C.グランスクエア」が国土交通省「住宅・建築物省CO2先導事業」に採択される。
- 2012年（平成24年） - 都市型戸建ブランド「ローレルフォーチュン」始動。メガソーラー発電事業・農業事業へ参入（近畿日本鉄道）。
- 2013年（平成25年） - 「ローレルアイ恵比寿ピアース」がグッドデザイン賞を受賞。「近鉄学研奈良登美ヶ丘住宅地」分譲開始。
- 2014年（平成26年） - 「あべのハルカス」竣工（近畿日本鉄道）。「ローレルスクエア学園前」「ローレルアイ白金」がグッドデザイン賞を受賞。
- 2015年（平成27年） - 近畿日本鉄道の不動産事業を承継。賃貸レジデンス「K-TERRACE学研奈良登美ヶ丘」竣工。
- 2016年（平成28年） - 「京橋スクエア」（首都圏賃貸事業拡充第1弾）取得。「近鉄池の浦ソーラー発電所」発電開始。
- 2018年（平成30年） - 近鉄スマイルライフ株式会社（旧・近鉄スマイルサプライ）を子会社化。

## オフィスビル
- あべのハルカス（大阪市阿倍野区）
- 近鉄堂島ビル（大阪市北区 ）
- 新歌舞伎座ビル（大阪市天王寺区）
- 御堂筋グランドビル（大阪市中央区）
- 近鉄難波ビル（大阪市中央区）
- 近鉄新難波ビル（大阪市浪速区）
- 近鉄北ビル（大阪市天王寺区）
- 近鉄新田辺西ビル（京都府京田辺市）
- 近鉄高天ビル（奈良県奈良市）
- 近鉄東生駒ビル（奈良県生駒市）
- 奈良近鉄ビル（奈良県奈良市）
- 西大寺近鉄ビル（奈良県奈良市）
- 小阪近鉄ビル（大阪府東大阪市）
- 近鉄霞が関ビル（東京都千代田区）
- 東京浜町近鉄ビル（東京都中央区）
- 京橋スクエア（東京都中央区）
- 南青山511ビル（東京都港区）
- 鈴木ビル（名古屋市中村区）
- エル・アベニュー学園前（奈良県奈良市）
- エル・アベニュー河原町（京都市中京区）
- サカエセンタービル（名古屋市中区）
- ネオフィス草津（滋賀県草津市）
- ネオフィス三宮（神戸市中央区）
- ネオフィス七条烏丸（京都市下京区）
- ネオフィス姫路南（兵庫県姫路市）

## 商業施設
- あべのハルカス（大阪市阿倍野区）
- 上本町YUFURA（大阪市天王寺区）
- あべのルシアス（大阪市阿倍野区）
- な・ら・ら（奈良県奈良市）
- パラディ学園前I（奈良県奈良市）
- パラディ学園前II（奈良県奈良市）
- ル・シエル学園前（奈良県奈良市）
- リコラス登美ケ丘（奈良県奈良市）
- ソルテ白庭台（奈良県生駒市）
- 木津川台ショッピングセンター（京都府木津川市）
- ソリヤ（大阪府藤井寺市）
- フェリエ南草津（滋賀県草津市）
- 近鉄中野ビル（東京都中野区）
- 近鉄名古屋ビル（名古屋市中村区）
- 四日市近鉄ビル（三重県四日市市）

## ホテル・旅館
- 大阪マリオット都ホテル（大阪市天王寺区）
- シェラトン都ホテル大阪（大阪市天王寺区）
- 都シティ 大阪天王寺（大阪市阿倍野区）
- ホテル近鉄ユニバーサル・シティ（大阪市此花区）
- ウェスティン都ホテル京都（京都市東山区）
- 都ホテル 京都八条（京都市南区）
- 都シティ 近鉄京都駅（京都市下京区）
- 神戸北野ホテル（神戸市中央区）
- 都ホテル 尼崎（兵庫県尼崎市）
- 橿原観光ホテル（奈良県橿原市）
- 奈良 万葉若草の宿 三笠（奈良県奈良市）
- 春日奥山 月日亭（奈良県奈良市）
- 志摩観光ホテル ザ クラシック（三重県志摩市）
- 志摩観光ホテル ザ ベイスイート（三重県志摩市）
- 都リゾート 奥志摩 アクアフォレスト（三重県志摩市）
- ホテル志摩スペイン村（三重県志摩市）
- 都リゾート 志摩 ベイサイドテラス（三重県志摩市）
- 賢島宝生苑（三重県志摩市）
- 都ホテル 四日市（三重県四日市市）
- 都シティ 津（三重県津市）
- 青蓮寺レークホテル（三重県名張市）
- シェラトン都ホテル東京（東京都港区）
- 都シティ 東京高輪（東京都港区）
- 都ホテル 博多（福岡市福岡市） - 2019年9月22日再開業
- 都ホテル 金沢（石川県金沢市） - 建替え中（開業時期未定）
- 都ホテル 岐阜長良川（岐阜県岐阜市）
- 沖縄都ホテル（沖縄県那覇市） - 2018年グループ外へ譲渡
- フォーズホテル 近鉄 大阪難波（大阪市中央区） - 2022年3月18日開業、運営は近鉄・都ホテルズが行う[4]。

## マンション
近畿圏、首都圏、中京圏の三大都市圏で「ローレル」シリーズを幅広く展開。
これまで近畿圏で47,000戸、全国で76,000戸を超えるマンションを供給しており、近畿圏ではトップクラスの供給実績を誇っている。
- 2000年マンション供給ランキング（近畿圏5位　全国17位）
- 2001年マンション供給ランキング（近畿圏6位　全国17位）
- 2002年マンション供給ランキング（近畿圏1位　全国13位）
- 2003年マンション供給ランキング（近畿圏1位　全国15位）
- 2004年マンション供給ランキング（近畿圏1位　全国15位）
- 2005年マンション供給ランキング（近畿圏6位　全国18位）
- 2006年マンション供給ランキング（近畿圏3位　全国18位）
- 2007年マンション供給ランキング（近畿圏1位　全国12位）
- 2008年マンション供給ランキング（近畿圏1位　全国16位）
- 2009年マンション供給ランキング（近畿圏5位　全国15位）
- 2010年マンション供給ランキング（近畿圏6位　全国12位）
- 2011年マンション供給ランキング（近畿圏2位　全国9位）
- 2012年マンション供給ランキング（近畿圏3位　全国9位）
- 2013年マンション供給ランキング（近畿圏4位　全国13位）
- 2014年マンション供給ランキング（近畿圏5位　全国16位）
- 2015年マンション供給ランキング（近畿圏6位　全国13位）

マンションシリーズ
- ローレルコート
- ローレルスクエア
- ローレルタワー
- ローレルアイ
- ラフィーナ
- レフィナード
- エクセル

## 住宅地開発
1925年（大正14年）東大阪土地建物による生駒住宅地の開発以来、延べ2,857ha、170を超える住宅地を開発。
近年はローレルヒルズ、ローレルフォーチュンの名でブランド展開も行っている。
- 生駒住宅地　1925年（大正14年）（奈良県生駒市）
- 小阪住宅地　1925年（大正14年）（大阪府東大阪市）
- 長瀬住宅地　1925年（大正14年）（大阪府東大阪市）
- 生駒山上住宅地　1934年（昭和9年）（奈良県生駒市）
- 菖蒲池南園住宅地　1938年（昭和13年）（奈良県奈良市）
- 学園前住宅地　1950年（昭和25年）（奈良県奈良市）
- 松原住宅地　1950年（昭和25年）（大阪府松原市）
- 春日丘住宅地　1955年（昭和30年）（三重県名張市）
- 西大寺住宅地　1956年（昭和31年）（奈良県奈良市）
- 生駒旭が丘住宅地　1957年（昭和32年）（奈良県生駒市）
- 百楽園住宅地　1959年（昭和34年）（奈良県奈良市）
- 登美ヶ丘住宅地　1960年（昭和35年）（奈良県奈良市）
- 生駒台住宅地　1962年（昭和37年）（奈良県奈良市）
- 桔梗が丘住宅地　1964年（昭和39年）（三重県名張市）
- 新田辺住宅地　1966年（昭和41年）（京都府京田辺市）
- 東生駒住宅地　1968年（昭和43年）（奈良県生駒市）
- 松戸市二三ヶ丘住宅地　1968年（昭和43年）（千葉県松戸市）
- 白浜温泉別荘地　1969年（昭和44年）（和歌山県白浜町）
- 賢島別荘地　1969年（昭和44年）（三重県志摩市）
- 野尻湖別荘地　1971年（昭和46年）（長野県信濃町）
- 真弓住宅地　1973年（昭和48年）（奈良県生駒市）
- 富士宮住宅地　1975年（昭和50年）（静岡県富士宮市）
- あすか野住宅地　1978年（昭和53年）（奈良県生駒市）
- 萩の台住宅地　1980年（昭和55年）（奈良県生駒市）
- 松陽台住宅地　1981年（昭和56年）（奈良県奈良市）
- 桃山台住宅地　1983年（昭和58年）（大阪府吹田市）
- 三田ウッディタウン住宅地　1987年（昭和62年）（兵庫県三田市）
- 四季が丘住宅地　1987年（昭和62年）（広島県廿日市市）
- 白庭台住宅地　1988年（昭和63年）（奈良県生駒市）
- 木津川台住宅地　1989年（平成元年）（京都府木津川市）
- 真美ヶ丘住宅地　1991年（平成3年）（奈良県香芝市）
- 高森台住宅地　1993年（平成5年）（愛知県春日井市）
- 大分高江ニュータウン　1994年（平成6年）（大分県大分市）
- 菊美台住宅地　1995年（平成7年）（奈良県平群町）
- 学園山手住宅地　1997年（平成9年）（三重県名張市）
- 上野新都市住宅地　1997年（平成9年）（三重県伊賀市）
- 池田五月山住宅地　1998年（平成10年）（大阪府池田市）
- 近鉄宝塚住宅地　1998年（平成10年）（兵庫県宝塚市）
- エクセルアベニューせんげん台住宅地　1998年（平成10年）（埼玉県越谷市）
- 石神井公園住宅地　1999年（平成11年）（東京都練馬区）
- 石神井公園住宅地　1999年（平成11年）（東京都練馬区）
- 花吉野ガーデンヒルズ住宅地　1999年（平成11年）（奈良県大淀町）
- 近鉄松ノ木住宅地　1999年（平成11年）（三重県桑名市）
- 近鉄香久山住宅地　1999年（平成11年）（奈良県橿原市）
- エクセルアベニュー善福寺住宅地　1999年（平成11年）（東京都港区）
- 宝塚逆瀬川住宅地　2000年（平成12年）（兵庫県宝塚市）
- いには野住宅地　2000年（平成12年）（千葉県印西市）
- 近鉄弥生台住宅地　2000年（平成12年）（横浜市泉区）
- 武蔵野東大和住宅地　2000年（平成12年）（東京都東大和市）
- 香芝オークヒルズ香芝旭ヶ丘ニュータウン　2000年（平成12年）（奈良県香芝市）
- ベイサイドタウン蘇我　2000年（平成12年）（千葉市中央区）
- エクセルアベニュー松戸北小金　2000年（平成12年）（千葉県松戸市）
- 鼓ヶ浦駅前住宅地　2001年（平成13年）（三重県鈴鹿市）
- 富雄ガーデンヒルズ　2001年（平成13年）（奈良県奈良市）
- 近鉄みつわ台西住宅地　2001年（平成13年）（千葉市若葉区）
- エクセルアベニュー千葉桜木　2002年（平成14年）（千葉市若葉区）
- エクセルアベニュー荻窪　2002年（平成14年）（東京都杉並区）
- 西白庭台ガーデンヒルズ住宅地　2003年（平成15年）（奈良県生駒市）
- ローレルアベニュー桜台　2003年（平成15年）（千葉県柏市）
- ローレルヒルズ花の丘公園住宅地　2004年（平成16年）（千葉県印西市）
- ローレルヒルズ若葉台住宅地　2004年（平成16年）（東京都稲城市）
- ローレルヒルズ手賀の杜住宅地　2005年（平成17年）（千葉県柏市）
- ウイングヒルズ高山台　2008年（平成20年）（奈良県香芝市）
- 近鉄あやめ池住宅地　2010年（平成22年）（奈良県奈良市）
- 近鉄学研奈良登美ヶ丘住宅地　2013年（平成25年）（奈良県奈良市）

## ゴルフ場事業
- 近鉄賢島カンツリークラブ〈LPGAジャパンクラシック開催地〉（三重県志摩市）
- 近鉄浜島カンツリークラブ（三重県志摩市）（2023年3月をもって閉場、志摩グリーンアドベンチャーに転用）
- 花吉野カンツリー倶楽部（奈良県大淀町）
- 伊賀ゴルフコース（三重県伊賀市）
- 桔梗が丘ゴルフコース（三重県名張市）

## メガソーラー発電事業
- 近鉄志摩スペイン村ソーラー発電所（三重県志摩市）
- 近鉄大分高江ソーラー発電所（大分県大分市）
- 近鉄花吉野ソーラー発電所（奈良県大淀町）
- 近鉄伊賀ゆめが丘ソーラー発電所（三重県伊賀市）
- 近鉄池の浦ソーラー発電所（三重県鳥羽市）

## その他事業
- 不動産仲介事業（近鉄の仲介）
- リフォーム事業（「NEWing」ブランドで展開、戸建から大規模マンションのリフォームまで幅広く手がけている）
- 駐車場事業（イージーパーク、Patシリーズ）
- 農業事業（近鉄ふぁーむ花吉野）
- 保育園事業（近鉄ハルカスほいくえん）
- 美術館（あべのハルカス美術館）
- 天王寺公園（「てんしば」エリア管理運営）
- 志摩グリーンアドベンチャー（アウトドア体験型複合施設）

## 兄弟会社
- 近畿日本鉄道株式会社 - 鉄道事業
- 近鉄リテールホールディングス株式会社 - 近鉄リテーリング・近商ストアの持ち株会社
  - 株式会社近鉄リテーリング - 流通事業
- 株式会社近鉄・都ホテルズ（都ホテルズ&リゾーツ） - ホテル事業

## 関連会社
- 近鉄ビルサービス株式会社 - オフィスビル・商業施設管理、施設警備業
- 近鉄住宅管理株式会社 - マンション管理・保守修繕、損害保険代理業
- 株式会社近鉄ゴルフアンドリゾート - ゴルフ場の運営
- 近鉄造園土木株式会社 - 造園・土木工事、緑地開発
- 三交不動産株式会社 - 近鉄グループの不動産会社（三重交通グループホールディングス傘下）
- 近鉄スマイルライフ株式会社 - シニア向け住宅の運営受託等

## かつて存在した近鉄グループの不動産関連会社
- 東大阪土地建物 - 大阪電気軌道に吸収合併
- 宝来土地 - 近鉄ビルに商号変更
- 近鉄ビル - 近鉄不動産に商号変更
- 丸八不動産 - 東京近鉄不動産に吸収合併
- 東京近鉄不動産 - 近鉄不動産に吸収合併
- 京都近鉄不動産 - 近鉄不動産に吸収合併
- 明光不動産 - 近鉄不動産に吸収合併
- 賢島ゴルフ場 - 近鉄伊勢志摩開発に商号変更
- 福岡リコー近鉄ビル - 近畿日本鉄道に吸収合併
- 近鉄伊勢志摩開発 - 近鉄不動産に吸収合併
- 明和興業 - 近鉄不動産販売に商号変更
- 近鉄ホームサービス - 近鉄不動産住宅に商号変更
- 瀬戸内観光開発 - 近鉄不動産に吸収合併
- 城東不動産 - 近鉄不動産に吸収合併
- 京阪奈都市開発 - 近鉄不動産に吸収合併
- 草津商業開発 - 近鉄不動産に吸収合併
- 三重ゴルフ場 - 近鉄不動産に吸収合併
- 京近土地 - 近畿日本鉄道に吸収合併
- 南鳥羽開発 - 清算結了
- 太地観光開発 - 南紀開発に商号変更
- 南紀開発[注 1] - 清算結了
- 大分地所 - 清算結了
- 近鉄不動産販売 - 近鉄不動産に商号変更
- 近鉄不動産住宅 - 近鉄不動産に吸収合併
- 近鉄ホーム連合建設 - 近鉄ホーム建設に商号変更
- 近鉄ホーム建設 - 清算結了
- ケーアール不動産 - 南勢地域開発へ商号変更
- 南勢地域開発 - 近鉄不動産に吸収合併
- 湯田温泉 - 清算結了